# 粉糠山古墳
粉糠山古墳（こぬかやまこふん）は、岐阜県大垣市青墓町にある古墳。形状は前方後方墳。不破古墳群を構成する古墳の1つ。大垣市指定史跡に指定されている。

## 概要
| 造墓基盤 | 古墳名       | 形状       | 墳丘長  |
| -------- | ------------ | ---------- | ------- |
| 昼飯     | 花岡山古墳   | 前方後円墳 | 60m     |
| 垂井北群 | 親ヶ谷古墳   | 前方後円墳 | 85m以上 |
| 矢道     | 矢道長塚古墳 | 前方後円墳 | 90m     |
| 青墓     | 粉糠山古墳   | 前方後方墳 | 100m    |
| 昼飯     | 昼飯大塚古墳 | 前方後円墳 | 150m    |
| 青墓     | 遊塚古墳     | 前方後円墳 | 80m     |

岐阜県西部、大垣市街地から北西方の低位段丘上に築造された大型前方後方墳である。「粉糠山」の古墳名は、青墓宿の遊女が化粧に使用した粉糠を捨てて積もったことに由来するという。現在の墳丘上は共同墓地として利用されているほか、考古学的にはこれまでに1987年（昭和62年）に大垣市教育委員会による調査が実施されている。
墳形は前方後方形で、前方部を西方に向ける。墳丘は2段築成。墳丘長は100メートルを測り、前方後方墳としては東海地方で最大規模になる。墳丘外表では葺石・埴輪が認められているほか、墳丘周囲には周濠が巡らされている。埋葬施設は、削平のため詳らかでない。副葬品としては明治年間出土の乳文鏡片のみが知られる。以上より、築造時期は古墳時代中期の4世紀末-5世紀初頭頃と推定される。付近では岐阜県最大規模の前方後円墳である昼飯大塚古墳（大垣市昼飯町、150メートル）の築造が知られ、粉糠山古墳は昼飯大塚古墳と近接する時期の築造とされるが、両古墳の墳形が異なる点、および両古墳の間には谷が存在して造墓基盤勢力も異なる点が注目される。
古墳域は1967年（昭和42年）に大垣市指定史跡に指定されている。

## 構造

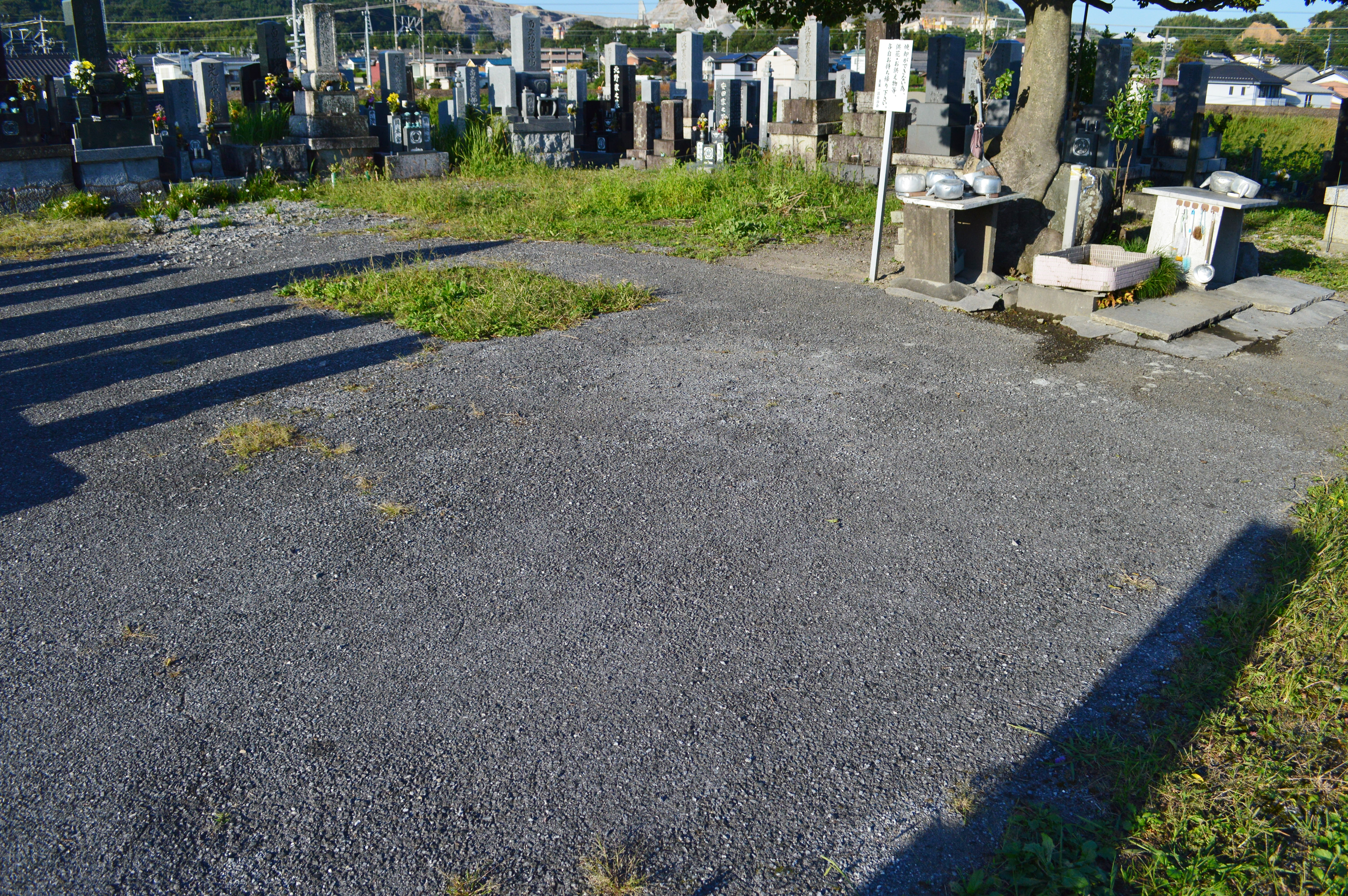
後方部墳頂

- 墳丘長：100メートル
- 後方部
  - 一辺：50メートル
  - 高さ：6メートル
- 前方部
  - 幅：45メートル
  - 高さ：4メートル

## 文化財

### 大垣市指定文化財
- 史跡
  - 粉糠山古墳 - 1967年（昭和42年）9月1日指定[5]。

## 関連文献
（記事執筆に使用していない関連文献）
- 『粉糠山古墳 -範囲確認調査報告書-（大垣市埋蔵文化財調査報告書 第2集）』大垣市教育委員会文化部、1992年。